# گونتر هوفمان
گونتر هوفمان (انگلیسی: Günter Hoffmann؛ زادهٔ ۸ فوریهٔ ۱۹۳۹) دوچرخه‌سوار اهل آلمان است.